# Ахсікет
Ахсіке́т (Ахсі) — городище на правому березі Сирдар'ї, на території сучасної Наманганської області Узбекистану, неподалік від селища Джумашуй.

## Опис
Місто складалось із цитаделі, шахристану — основної міської частини й рабаду — району, де жили ремісники. Площа міста становила близько 30 гектарів. Цитадель була відокремлена від міста стіною, а по периметру зовнішніх міських стін було вирито глибокий рів.
У місті була розвинута торгівля й кустарне ремісниче виробництво. У VII—XIII століттях в Ахсікеті був один із середньоазійських центрів з виробництва литої тигельної сталі. 70 гектарів площі городища були зайняті під виробництво сталі.
У X—XIII століттях Ахсікет був одним з найбільших міст Ферганської долини. Незважаючи на те, що у XIII столітті Ахсікет був зруйнований у результаті монгольської навали, навіть у XV столітті він вважався великим містом, а батько Бабура Умар-Шейх-мірза, будучи правителем Ферганської долини, обрав Ахсі своєю резиденцією. 1620 року місто було цілковито зруйновано землетрусом. Населення Ахсікета, що вціліло після того землетрусу, переселилось до сусіднього Намангана.